# Robert Briçonnet

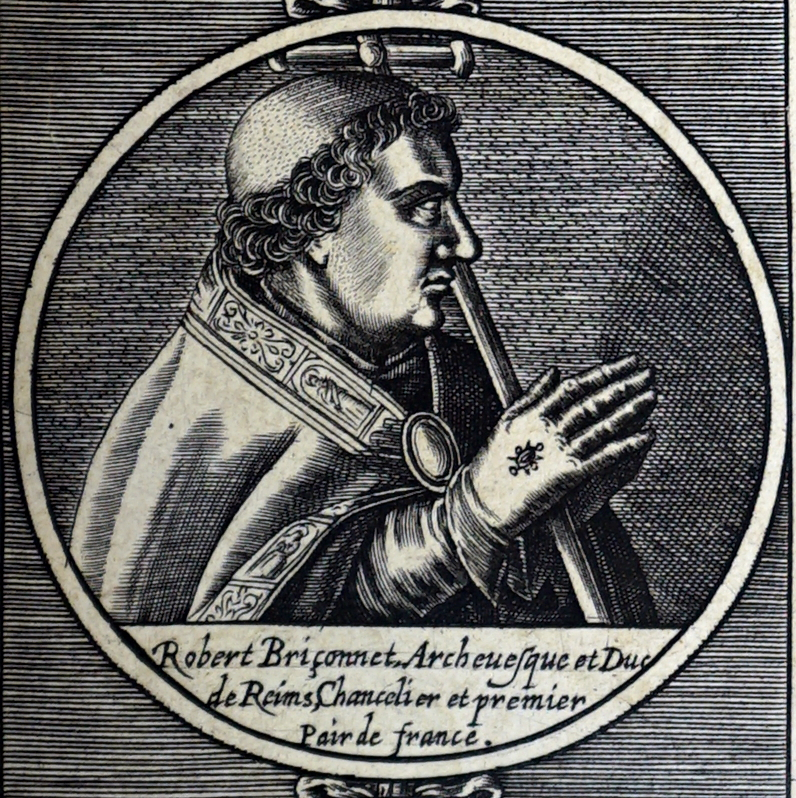
Robert Briçonnet

Robert Briçonnet (* unbekannt; † 3. Juni 1497 in Reims) war Erzbischof von Reims.

## Leben
Robert Briçonnet war der älteste von fünf Söhnen von Jean Briçonnet, und der Bruder von Kardinal Guillaume Briçonnet.
Er war zunächst aufgrund der Beziehungen seines Bruders Guillaume zu König Karl III. Domherr von St. Aignan in Orleans, danach Abt der reichen Abtei von St. Vaast in Arras. 1493 wurde er Erzbischof von Reims. 
Guillaume war Erzbischof von Reims von 1493 bis zu seinem Tode 1497. Sein Nachfolger war sein jüngster Bruder Guillaume Briçonnet.